# Promachus transactus
Promachus transactus är en tvåvingeart som först beskrevs av Walker 1864.  Promachus transactus ingår i släktet Promachus och familjen rovflugor. Inga underarter finns listade i Catalogue of Life.